# ITunes Ping
iTunes Ping, ou simplesmente Ping, foi um serviço de sistema de redes sociais e recomendação de música, baseado em software, desenvolvido e operado pela Apple Inc. Foi anunciado e lançado em 1 de setembro de 2010 como parte do décimo grande lançamento do iTunes. O serviço foi lançado com 1 milhão de membros em 23 países.
A Apple encerrou oficialmente o serviço em 30 de setembro de 2012; e o substituiu pela integração do Facebook e Twitter no iTunes.

## História

### Nome
Após o anúncio oficial de Ping em 1 de setembro de 2010, Karsten Manufacturing, empresa controladora da PING, fabricante de equipamentos de golfe, divulgou uma declaração  sobre o nome da rede social da Apple, afirmando que a Karsten Manufacturing havia firmado um acordo com a Apple sob qual Apple usará a marca "Ping" em conexão com seu aplicativo iTunes.

### Anúncio
Ping foi anunciado pelo CEO da Apple, Steve Jobs, como "meio que o Facebook e o Twitter se encontram com o iTunes ", mas afirmou que "o Ping não é o Facebook" e "não é o Twitter", descrevendo-o como "outra coisa... tudo sobre música ". Muitos especularam que o Ping deveria competir diretamente com o MySpace em declínio, que ainda mantém sua existência através da música.

## Problemas

### Spam
24 horas após o lançamento do Ping ao público, foram publicados relatórios sobre o serviço inundado de spam. Os fraudadores criariam um perfil do iTunes e postariam links para vários golpes on-line, incluindo aqueles que prometiam "iPhones gratuitos" ou "iPads grátis" em troca de preencher pesquisas on-line. Na maioria dos casos, esses links suspeitos estavam sendo postados nas seções de comentários de artistas populares do Ping, como Britney Spears, Lady Gaga, Katy Perry e U2, todos entre as contas recomendadas listadas na página inicial do Ping.

### Contas falsas
Em 2 de setembro de 2010, o cantor e compositor Ben Folds relatou via Twitter que uma conta foi criada em seu nome, continuando a mencionar que ele não sabe quem a criou. Graham Cluley, consultor sênior de tecnologia da Sophos, disse que "está acostumado a... golpes como esse sendo espalhados por sites como o Facebook, mas claramente a falta de filtragem no Ping o torna um novo playground para os golpistas." para operar ".

### Disponibilidade limitada
O serviço estava disponível inicialmente em 23 países onde os usuários têm acesso total à iTunes Store. Portanto, usuários de países com acesso limitado ou inexistente à iTunes Store, como Chile, República Tcheca, Croácia e Índia, não conseguiram acessar o Ping.

## Encerramento
A Apple encerrou o serviço em 30 de setembro de 2012 e o substituiu no iTunes pela integração com o Facebook e o Twitter. Ping falhou em ganhar muita tração com os usuários. A rede social permaneceu operacional até o iTunes 10.6.3.

## Serviço
Os usuários do Ping puderam ver quais músicas seus amigos estão comprando e revisando. Os usuários também receberam uma lista de "gráficos" personalizados que mostra o que outras pessoas com um gosto musical similar estão ouvindo no iTunes. Além disso, os usuários foram informados sobre os shows que seus amigos estavam assistindo e puderam comprar ingressos de acordo.